# Farmington (Connecticut)
Farmington és una població dels Estats Units a l'estat de Connecticut. Segons el cens del 2005 tenia 24.941 habitants.

## Demografia
Segons el cens del 2000, Farmington tenia 23.641 habitants, 9.496 habitatges, i 6.333 famílies. La densitat de població era de 325,3 habitants/km².
Dels 9.496 habitatges en un 32% hi vivien nens de menys de 18 anys, en un 57,3% hi vivien parelles casades, en un 7,1% dones solteres, i en un 33,3% no eren unitats familiars. En el 27,4% dels habitatges hi vivien persones soles l'11,4% de les quals corresponia a persones de 65 anys o més que vivien soles. El nombre mitjà de persones vivint en cada habitatge era de 2,46 i el nombre mitjà de persones que vivien en cada família era de 3,05.
Per edats la població es repartia de la següent manera: un 24,4% tenia menys de 18 anys, un 4,7% entre 18 i 24, un 29,7% entre 25 i 44, un 25,7% de 45 a 60 i un 15,5% 65 anys o més.
L'edat mediana era de 40 anys. Per cada 100 dones de 18 o més anys hi havia 85,3 homes.
La renda mediana per habitatge era de 67.073 $ i la renda mediana per família de 85.396 $. Els homes tenien una renda mediana de 57.113 $ mentre que les dones 39.156 $. La renda per capita de la població era de 39.102 $. Aproximadament el 2,8% de les famílies i el 4,5% de la població estaven per davall del llindar de pobresa.